# Farrenpoint
Die Farrenpoint ist ein 1273 m ü. NHN hoher Gipfel im Wendelsteingebiet, das zum Mangfallgebirge in den Bayerischen Voralpen gehört.

## Topographie
Mit der Farrenpoint endet der von der Hochsalwand über die Rampoldplatte und den Mitterberg (1214 m) nach Norden streichende Höhenzug südwestlich von Bad Feilnbach. Der Gipfelbereich der allseitig bewaldeten Farrenpoint mit einem Gipfelkreuz ist wie der Südhang mit Almwiesen bedeckt, auf denen die Huber-Alm knapp unterhalb des Gipfels liegt.

## Alpinismus
Der Berg ist bequem zu ersteigen und bietet eine schöne Aussicht auf das Bad Aiblinger Alpenvorland. Von Bad Feilnbach, Altofing, Kutterling und Litzldorf im Norden beträgt die Gehzeit ungefähr anderthalb bis zwei Stunden. Von der Schlipfgrub-Alm ist die Farrenpoint über die Hansen-Alm und Walch-Alm in eineinhalb Stunden erreichbar.